# Leopold Trepper
Leopold Trepper, más conocido por su nombre en clave'Lejb Domb, pero también Gilbert, Otto etc. (Nowy Targ, Galitzia, 1904 - Jerusalén, 1982), espía polaco, miembro destacado de la Orquesta Roja.

## Biografía
Judío de Nowy Targ, pueblo de la región de Galitzia, antes polaca y luego mayoritariamente soviética, aún muy joven fue reclutado por las juventudes sionistas Hashomer Hatzair y con apenas veinte años emigró al Mandato británico de Palestina y cooperó en la fundación del grupo comunista "Unidad", que preconizaba la unión de judíos y árabes contra el capitalismo para la paz en Oriente Próximo; fue expulsado por los británicos en 1929 y pasó tres años en Francia, militando en un grupo de comunistas extranjeros, antes de viajar a Moscú con el pretexto de estudiar, pero en realidad empezó su carrera como espía. Se incluyó en la red de espionaje soviética Fantômas, que operaba en París desde 1932, uno de cuyos animadores era Jacques Duclos, más tarde vicepresidente del Parlamento francés.
Antes de la guerra ya había creado en Bruselas la Orquesta Roja, una red cuyos "pianistas" o radiotransmisores enviaron a Moscú, desde la entrada en guerra de la Unión Soviética en 1941, más de 2.000 despachos de gran importancia redactados por "290 agentes que no eran espías profesionales, sino furibundos antinazis de diversas nacionalidades", no siempre comunistas, entre ellos algunos alemanes. Incluso varios de sus hombres anticiparon a Stalin la fecha exacta de la entrada en guerra de Alemania contra la URSS: madrugada del domingo 22 de junio. El almirante Wilhelm Canaris, jefe de los servicios secretos militares alemanes, dijo de él: "Su actuación costó 200.000 muertos a Alemania".
La actuación de Trepper se limitó a la red francobelga principalmente. Su tapadera fue una empresa belga de venta de impermeables y, posteriormente, una firma comercial, la Simex. Esta compañía que vendía todo tipo de pertrechos al ejército alemán, lo que le permitía estar al corriente de sus necesidades. Los alemanes pasaban por alto el que con frecuencia la compañía se abasteciese en el mercado negro, ya que eso daba precios más bajos. Trepper escribió sus memorias, publicadas en 1975 con el título El Gran juego. Al terminar la guerra en 1945 fue repatriado y recibido en Moscú con todos los honores antes de ser enviado a la cárcel de Lubianka y otros lugares de detención donde permaneció diez años hasta que se aclaró su inocencia y fue liberado. Volvió a Polonia y residió en Varsovia otros veinte años, asumiendo la presidencia de la Asociación Cultural Judía; al serle retirado su pasaporte en octubre de 1973, amenazó con suicidarse si no era autorizado a abandonar el país, lo que logró tres años después, en 1976. Vivió desde entonces con su esposa Liuba en un modesto apartamento de tres habitaciones en las afueras de Jerusalén, donde también reside uno de sus tres hijos.